# Vanitas – Martwa natura z autoportretem
Vanitas – Martwa natura z autoportretem – obraz olejny namalowany przez holenderskiego malarza Pietera Claesza około 1628, znajdujący się w zbiorach Germanisches Nationalmuseum w Norymberdze.

## Opis
Liczne przedmioty leżą na drewnianym stole na ciemnym tle, ułożone na blacie w taki sposób, że ich rozmiary determinują przestrzeń martwej natury. Najbardziej niezwykłe jest odbicie w szklanej kuli ukazujące atelier autora płótna, który siedzi przed sztalugą i wpatruje się w kulę. Pośrodku obrazu znajdują się jasnobrązowe skrzypce ze smyczkiem umieszczone na stosie książek, za którymi stoi wypalona lampa olejna. Po prawej stronie znajduje się czaszka i przewrócony puchar typu Römer z charakterystycznymi wypustkami, a obok leży pęknięty orzech. Z przodu po lewej stronie znajduje się zegar z odkrytym mechanizmem, a wokół niego zgromadzone są materiały do pisania, które składają się z kałamarza, gęsiego pióra i skórzanego etui. Klucz do zegara i przybory do pisania ułożone są tak, aby wisiały nad krawędzią stołu.
Przedmioty na obrazie symbolizują upływ czasu i skończoność życia czyli vanitas. Pieter Claesz demonstruje swoje najwyższe zdolności artystyczne poprzez przedstawienie szklanej kuli, w której odbija się jego autoportret. Ulotność refleksji pokazuje, że jego życie też jest ograniczone. Ale przesłanie jest bardziej złożone: poprzez swoją pracę malarz pokonuje nietrwałość i zapewnia sobie sławę wykraczającą poza własną śmierć.